# Museo Mahou
El museo Mahou de la Cerveza será un museo que se ubicará en el Palacio del Duque del Infantado, en el barrio de La Latina en Madrid (España).

## Historia
La empresa Mahou comenzó la producción de cervezas en Madrid bajo el nombre de Hijos de Casimiro Mahou, fábrica de hielo y cerveza en 1890, siendo su primera sede un edificio del actual barrio de Conde Duque, donde se encuentra actualmente el Museo ABC de Ilustración. En 1962 la fábrica de Mahou se trasladó a las inmediaciones del río Manzanares en el barrio de Arganzuela, siendo derribada en 2018 después de trasladar las instalaciones a las afueras de la ciudad.

### Proyecto
En el año 2015 la empresa cervecera adquiere un palacio del siglo XVIII ubicado en el barrio de La Latina, la Casa Palacio del Duque del Infantado. El proyecto era convertir este inmueble en un centro cultural dedicado a la cerveza en 2017 inspirado en otros conocidos museos como el de Guiness de Dublín o Heineken de Ámsterdam, pero fue aplazado. Finalmente en 2019 el ayuntamiento de Madrid aprobó los diferentes planes para adaptar el edificio bajo mandato de Manuela Carmena y posteriormente ratificado definitivamente con el gobierno de Almeida, tras diferentes alegaciones de oposición y vecinos.
El proyecto para convertir el espacio en un museo corre a cargo del arquitecto Héctor Fernández Elorza. En el nuevo museo se expondrán diferentes piezas históricas pertenecientes a Mahou, se describirá el proceso de fabricación de cerveza y contará con un laboratorio de innovación gastronómica. Contara también con un espacio al aire libre para conciertos y conferencias, y una terraza con vistas al skyline de Madrid.

#### Paralización
Tras la pandemia de Covid-19, el proyecto fue paralizado sin que se hayan hecho avances desde entonces.